# Sabrina Vega
Pour les articles homonymes, voir Sabrina Vega (homonymie) et Véga (homonymie).
Pour la joueuse d'échecs, voir Sabrina Vega Gutiérrez.
Sabrina Vega, née le 24 mai 1995 à Carmel (New York), est une gymnaste artistique américaine.

## Palmarès

### Championnats du monde
- Tokyo 2011
  -  médaille d'or au concours par équipes